# Jeziorko (Ryn)
Jeziorko (deutsch Jesziorken, 1928 bis 1945 Preußenburg) ist ein Dorf in der polnischen Woiwodschaft Ermland-Masuren, das zur Stadt- und Landgemeinde Ryn (Rhein) im Powiat Giżycki (Kreis Lötzen) gehört.

## Geographische Lage
Jeziorko liegt in der östlichen Mitte der Woiwodschaft Ermland-Masuren, zwölf Kilometer südwestlich der Kreisstadt Giżycko (Lötzen) und sieben Kilometer nordöstlich der Stadt Ryn (Rhein).

## Geschichte
Das kleine nach 1785 Jesiorcken, nach 1818 Jetziorken und bis 1928 Jesziorken genannte Dorf wurde 1785 als Dorf mit 22 Feuerstellen und 1818 als Bauerndorf mit 23 Feuerstellen bei 133 Seelen erwähnt. 
Von 1874 bis 1945 war der Ort in den Amtsbezirk Orlen (polnisch Orło) eingegliedert, der – 1938 in „Amtsbezirk Arlen“ umbenannt – zum Kreis Lötzen im Regierungsbezirk Gumbinnen (1905 bis 1945: Regierungsbezirk Allenstein) in der preußischen Provinz Ostpreußen gehörte.
Von 1874 bis 1913 gehörte Jesziorken zum Standesamt Orlen (Orło), nach dessen Auflösung bis 1945 zum Standesamt Rhein (Ryn).
214 Einwohner waren 1910 in Jesziorken registriert. Ihre Zahl veränderte sich bis 1933 auf 213 und belief sich 1939 noch auf 205. Seit dem 18. April 1928 führte Jesziorken den geänderten Ortsnamen „Preußenburg“ – wohl in Anspielung auf die östlich des Dorfes liegende altprußische Wallburg (polnisch grodzisko).
Aufgrund der Bestimmungen des Versailler Vertrags stimmte die Bevölkerung im Abstimmungsgebiet Allenstein, zu dem Jesziorken gehörte, am 11. Juli 1920 über die weitere staatliche Zugehörigkeit zu Ostpreußen (und damit zu Deutschland) oder den Anschluss an Polen ab. In Jesziorken stimmten 160 Einwohner für den Verbleib bei Ostpreußen, auf Polen entfielen keine Stimmen.
In Kriegsfolge kam das Dorf im Jahre 1945 mit dem gesamten südlichen Ostpreußen zu Polen und trägt seitdem die polnische Namensform „Jeziorko“. Es ist heute ein Schulzenamt (polnisch sołectwo) und eine Ortschaft im Verbund der Stadt- und Landgemeinde Ryn (Rhein) im Powiat Giżycki (Kreis Lötzen), vor 1998 zur Woiwodschaft Suwałki, seither zur Woiwodschaft Ermland-Masuren gehörig.

## Religionen
Bis 1945 war Jesziorken in die Evangelische Pfarrkirche Rhein in der Kirchenprovinz Ostpreußen der Kirche der Altpreußischen Union sowie in die Katholische Pfarrkirche St. Bruno Lötzen im Bistum Ermland eingepfarrt.
Heute gehört Jeziorko zur evangelischen Pfarrgemeinde in Ryn in der Diözese Masuren der Evangelisch-Augsburgischen Kirche in Polen und in die katholische Pfarrkirche Unbefleckte Empfängnis Mariä in Ryn im Bistum Ełk (Lyck) der Römisch-katholischen Kirche in Polen.

## Schule
In Preußenburg bestand 1945 eine Volksschule, die einklassig und mit 35 Schulkindern geführt wurde.

## Verkehr
Jeziorko ist auf einem Landweg zu erreichen, der Tros (Trossen) an der polnischen Landesstraße DK 59 (einstige  deutsche Reichsstraße 140) mit Sterławki Wielkie (Groß Stürlack) an der Woiwodschaftsstraße DW 592 verbindet.
Sterławki Wielkie ist auch die nächste Bahnstation und liegt an der Bahnstrecke Głomno–Białystok, die einst von Königsberg (Preußen) bis nach Brest-Litowsk, heute nur noch auf polnischem Staatsgebiet verläuft.